# Château de Brugny
Le château de Brugny est situé sur la commune de Brugny-Vaudancourt, dans le département français de la Marne.

## Histoire
La première mention de la seigneurie de Brugny date de 1223 par l'hommage que Gui III de Châtillon rendit pour cette terre au comte de Champagne. Il était marié à Agnès de Donzy, comtesse de Nevers et d’Auxerre, veuve de Philippe de France. Témoin de cette époque, la tour carrée date du XIIIe siècle. Le château de Brugny et son fief relevaient de la seigneurie d'Epernay. Lors de la guerre de Cent Ans, Camille Dreyfus et André Berthelot dans leur La Grande encyclopédie nous apprennent que Brugny fut le théâtre de nombreux affrontements entre les Anglais et les Français. Le roi Henri IV y aurait séjourné à la suite du siège d'Epernay.
La particularité de Brugny est de n'avoir jamais été vendu de son origine jusqu'à aujourd'hui, et ses propriétaires successifs ont été : 
Maison de Châtillon
- Gui III de Châtillon, (?-1226) marié Agnès de Donzy
- Gaucher de Châtillon (?-1250), (fils des précédents) marié à Jeanne de Clermont, sans postérité
- Yolande de Châtillon (?-1254), (sœur du précédent) mariée à Archambaud IX de Bourbon

Maison de Bourbon
- Mathilde de Bourbon[3] (1234-1262), (fille des précédents) mariée à Eudes de Bourgogne

Maison de Bourgogne
- Yolande de Bourgogne (1247-1280), (fille des précédents) mariée à, 1- Jean Tristan de France[4], 2- Robert III de Flandre

Famille de Naast
- Geoffroy de Naast, par échange avec Robert de Flandre, en 1320, de la baronnie de Roodes et des terres de Munthe qu'il possédait en Flandre[5].
- Béatrice de Naast, (fille du précédent) mariée à Philippe de Terriers, seigneur de Saint-Mars

Famille de Saint-Mars
- Hugues de Saint-Mars
- Anne de Saint-Mars, mariée à Robert de Saint-Blaise

Famille de Saint-Blaise
- Louis de Saint-Blaise (fils des précédents)[7], marié à Perette de Lescot
- Oger de Saint-Blaise, (fils des précédents) marié à Jeanne de Beaufort[8],[9]
- Louis de Saint-Blaise, (fils des précédents) marié à Blanche de Miremont[10]
- Guyonne de Saint-Blaise, (petite-fille d'Oger) mariée à 1- Claude de La Croix, baron de Plancy, 2- Antoine de Mondésir[11]
- Claude de La Croix, vicomte de Brugny, (fils de la précédente) marié à N.

Famille de Hautoy
- N. veuve de Claude de La Croix, remariée en 1667 à Nicolas de Hautoy
- Roch de Hautoy (?-1708), (fils des précédents) marié à Marie-Anne de Mazières (?-1720)

Famille de Mazière
- Anne Dupuis de Mazières, mère de Marie-Anne[13]
- César de Mazières (?-1759) comte de Brugny, (fils de la précédente) marié à Marie-Jeanne Condé (?-1785)[14].
- Anne[15]  de Mazières (?-1788), mariée à François-Louis, marquis d'Estourmel (1695-?)

Famille d'Estourmel
- Victoire-Césarine d'Estourmel (1752-1838), (fille des précédents) mariée à Charles-Louis, marquis de Clermont-Tonnerre (1750-1803)

Maison de Clermont-Tonnerre
- Amédée, marquis de Clermont-Tonnerre (1781-1859), (fils des précédents) marié à Françoise de Vassinhac d'Imécourt (?-1854)
- Amédée de Clermont-Tonnerre (1814-1855), (fils des précédents) marié à Nathalie de Geoffroy du Rouret
- Gédéon de Clermont-Tonnerre (1824-1881), (frère du précédent) marié à Marguerite du Rigaud de Vaudreuil
- Marie-Louise de Clermont-Tonnerre (1856-1932), (fille des précédents).

Famille Eudes d'Eudeville
- Henri Eudes d'Eudeville (1870 - 1967), marié à Marthe Thomas Van Bombergen
- Jean, comte Eudes d'Eudeville (1902 - 2001), (fils du précédent) marié à Élisabeth de Montalembert
- Jean-Ghislain, comte Eudes d'Eudeville, (fils du précédent) marié à Élisabeth de Nicolay.

## Description
Le château médiéval était construit selon un plan quadrangulaire flanqué de quatre tours rondes. Une cinquième faisait office de donjon et protégeait l'entrée du château. Elle est le vestige de l'ancien château détruit pendant la guerre de Cent-Ans. Il était entouré de larges fossés. Des quatre ailes il n'en reste aujourd'hui que deux.     
Certains éléments du château (façades, toitures, tour carrée, douve) sont inscrits au titre des monuments historiques depuis le 17 mai 1990.